# Townies
Townies est une série télévisée américaine en quinze épisodes de 21 minutes, créée par Matthew Carlson et dont seulement dix épisodes ont été diffusés entre le 18 septembre et le 4 décembre 1996 sur le réseau ABC.
En France, la série a été diffusée à partir du 20 décembre 1998 sur Série Club.

## Synopsis
Cette sitcom met en scène trois jeunes femmes employées comme serveuses dans un restaurant de la ville de Gloucester.

## Distribution
- Molly Ringwald : Carrie Donovan
- Jenna Elfman : Shannon Canotis
- Lauren Graham : Denise Callahan
- Ron Livingston : Curt
- Bill Burr : Ryan Callahan
- Joseph Reitman : Jessie
- Conchata Ferrell : Marge

## Épisodes
1. Titre français inconnu (Townies)
2. Titre français inconnu (The Good Job)
3. Titre français inconnu (The Kiss)
4. Titre français inconnu (Dead Dogs Wag No Tails)
5. Titre français inconnu (Faith, Hope and Charity)
6. Titre français inconnu (Adventures of Rebound Girl)
7. Titre français inconnu (Things That Go Bump in the Water)
8. Titre français inconnu (It's Go Time)
9. Titre français inconnu (Thanksgiving)
10. Titre français inconnu (I'm With Stupid)
11. Titre français inconnu (The Penalty Phrase)
12. Titre français inconnu (The Six Month Itch)
13. Titre français inconnu (Christmas)
14. Titre français inconnu (Thing to Do in Gloucester When You Are Dead)
15. Titre français inconnu (The Life of Ryan)